# Ґайя (Нігер)
Ґайя (фр. Gaya) — місто в південно-західній частині Нігеру, в регіоні Досо.

## Географія
Місто розташоване на півдні країни, на кордоні з Нігерією та Беніном, за 150 км на південь від міста Досо та у 289 км на південний схід від столиці країни Ніамей.

### Клімат
Місто знаходиться у зоні, котра характеризується кліматом тропічних саван. Найтепліший місяць — квітень із середньою температурою 33.9 °C (93 °F). Найхолодніший місяць — січень, із середньою температурою 26.1 °С (79 °F).
| Клімат Ґайї             | Клімат Ґайї | Клімат Ґайї | Клімат Ґайї | Клімат Ґайї | Клімат Ґайї | Клімат Ґайї | Клімат Ґайї | Клімат Ґайї | Клімат Ґайї | Клімат Ґайї | Клімат Ґайї | Клімат Ґайї | Клімат Ґайї |
| Показник                | Січ.        | Лют.        | Бер.        | Квіт.       | Трав.       | Черв.       | Лип.        | Серп.       | Вер.        | Жовт.       | Лист.       | Груд.       | Рік         |
| Абсолютний максимум, °C | 40          | 41          | 42          | 47          | 43          | 42          | 39          | 40          | 42          | 42          | 42          | 42          | 47          |
| Середній максимум, °C   | 31          | 35          | 37          | 39          | 37          | 33          | 31          | 30          | 31          | 35          | 35          | 32          | 34          |
| Середня температура, °C | 26          | 29          | 32          | 33          | 32          | 30          | 27          | 27          | 27          | 29          | 28          | 26          | 28          |
| Середній мінімум, °C    | 20          | 22          | 26          | 28          | 27          | 25          | 23          | 23          | 23          | 23          | 21          | 20          | 23          |
| Абсолютний мінімум, °C  | 5           | 12          | 12          | 20          | 20          | 17          | 19          | 20          | 20          | 17          | 16          | 7           | 5           |
| Днів з опадами          | 0           | 1           | 1           | 1           | 4           | 5           | 8           | 10          | 7           | 1           | 0           | 0           | 38          |
| Днів з дощем            | 0           | 1           | 1           | 1           | 4           | 5           | 8           | 10          | 7           | 1           | 0           | 0           | 38          |
| ----------------------- | ----------- | ----------- | ----------- | ----------- | ----------- | ----------- | ----------- | ----------- | ----------- | ----------- | ----------- | ----------- | ----------- |
| Джерело: Weatherbase    |             |             |             |             |             |             |             |             |             |             |             |             |             |

## Населення
Станом на 2012 рік чисельність населення міста налічувала 63 815 осіб.
Етнічний склад міста — джерма, гауса та фульбе.
| 1977    | 1988     | 2001     | 2007     | 2011     | 2012     |
| ------- | -------- | -------- | -------- | -------- | -------- |
| → 8 709 | ↗ 14 868 | ↗ 27 856 | ↗ 35 973 | ↗ 56 543 | ↗ 63 815 |